# Wigmore Street
Pour les articles homonymes, voir Wigmore.
Wigmore Street est une rue de la Cité de Westminster, dans le West End de Londres. Elle s'étend d'ouest en est sur environ 600 mètres parallèlement et au nord d'Oxford Street entre Portman Square et Cavendish Square. Elle porte le nom du village de Wigmore et de son château dans le Herefordshire, siège de la famille de Robert Harley, une personnalité politique de l'époque de la reine Anne qui possédait des terres dans la région.
Aux numéros 18-22 Wigmore Street, les Brinsmead Galleries, conçues par Leonard V. Hunt pour les fabricants de pianos John Brinsmead & Sons, ont été construites en 1892. Elles comptent neuf salles d'exposition,. Le Wigmore Hall, une célèbre salle de concert sise au 36 Wigmore Street a également été construite en 1899-1901 par le fabricant de pianos allemand C. Bechstein Pianofortefabrik et comporte une salle d'exposition attenante. Il est situé du côté nord, juste à l'est du croisement avec Welbeck Street.

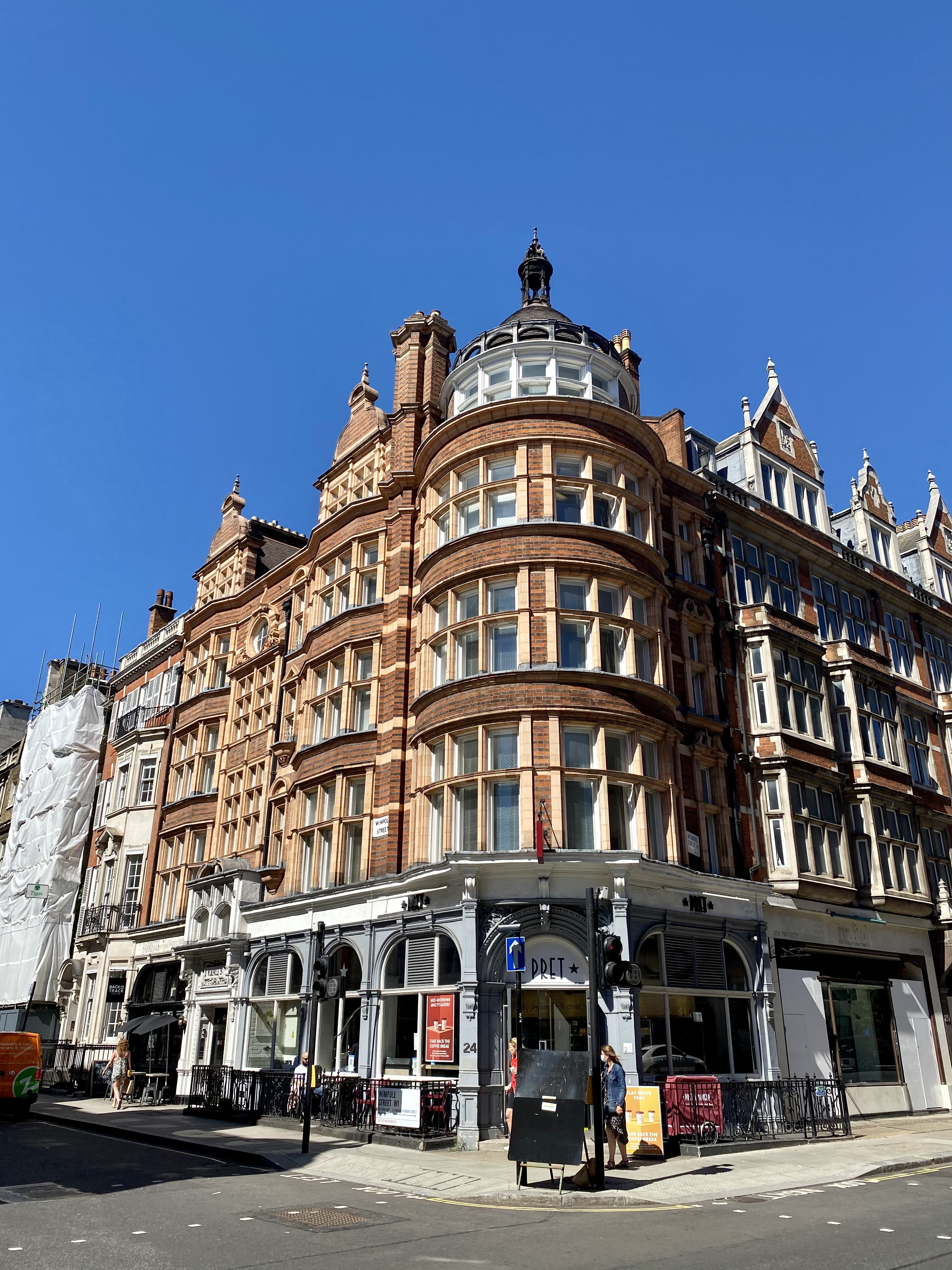
Le croisement de Wigmore Street et de Wimpole Street en juin 2021.

Pendant une centaine d'années à partir de la fin du XIXe siècle, Wigmore Street a eu une grande concentration d'optométristes, d'opticiens et de fabricants d'instruments d'oculisterie ou à l'usage des professions apparentées. Harley Street et Wimpole Street, célèbres pour leurs cabinets médicaux privés, sont situées à proximité et ont des croisements avec Wigmore Street. La très ancienne pharmacie John Bell & Croyden (en), fondée au XVIIIe siècle est installée dans cette rue depuis 1912.
Le numéro 95 Wigmore Street était à l'emplacement des bureaux d'origine de l'Apple Corps des Beatles en 1968 avant leur déménagement à Savile Row.
Les stations de métro les plus proches se trouvent sur Oxford Street, qui s'étend au sud et parallèlement à Wigmore Street : ce sont Marble Arch, située au sud-ouest ; Bond Street au sud et Oxford Circus au sud-est.
Le carrefour de Wimpole Street et de Wigmore Street a fait l'objet d'une affaire judiciaire célèbre concernant la nuisance entre voisins - Sturges v. Bridgeman (1879).